# Nestorskrönikan
Nestorskrönikan (fornöstslaviska: Повѣсть врємѧннꙑхъ лѣтъ), Povest vremannych let, "Berättelsen om svunna tider") är en krönika, enligt traditionen skriven av munken Nestor vid Grottklostret i Kiev. Dess tillkomst dateras till omkring år 1113 i Kievriket och Nestor själv anses ha levt mellan 1056 och 1114. Krönikan handlar om Kievriket och dess områdes historia från syndafloden till år 1110.

## Innehåll
De tidiga styckena är rika på anekdotiska berättelser. Bland dessa finns berättelserna om de tre varangiska brödernas ankomst, grundandet av Kiev, morden på Askhold och Dir, Olegs död, Olgas hämnd på drevlianerna. Återgivningen av Kyrillos och Methodios gärningar hos det slaviska folket är också intressant, och tack vare Nestor känner vi till händelsen att Vladimir den store förbjöd dyrkan av Perun och andra gudomar i Kiev.
Krönikan har blivit mycket uppmärksammad av skandinaviska fornhistoriker eftersom Rurikätten nämnes härstamma från ruserna, vilket är en av de östliga benämningarna på Nordmän. Vid mitten av 800-talet kom, enligt krönikan, män från andra sidan havet och krävde skatt av slaverna men blev efter några år bortdrivna av dessa, som nu försökte regera sig själva. Men då blev det ingen rättvisa i landet; stam reste sig mot stam. Därför sade de till varandra: "Låtom oss söka en furste, som kan råda över oss och döma det som rätt är!" De reste över havet till rus och sade: "Vårt land är stort och rikt, men det finnes ingen ordning; kommen I och råden över oss!" Tre bröder blev då utvalda med sina följen. Den äldste av dem, Rurik, bosatte sig i Novgorod och blev snart, efter sina bröders död, ensam härskare.
Rimberts Vita Ansgari finns uppgifter som korresponderar med Nestorskrönikan avseende Rurikättens svenska härkomst.
Även för de slaviska folken är krönikan unik, då det är den enda källan om de tidiga östslaviska folkens historia. Dess återgivning av staten Kiev-Rus finns ingen annanstans. Den har även högt värde då det är det äldsta verket som skrivits på östslaviska.

## Tre upplagor
Under lång tid tillskrevs krönikans sammanställning munken Nestor, varför den kallas Nestorskrönikan. Bland de många källor han använde fanns numera förlorade slaviska krönikor, bysantinska annaler, inhemska legender och skandinaviska sagor, flera grekiska religiösa texter, rus-bysantinska fördrag, muntliga redogörelser från höga militärer och mycket mer.
1116 blev Nestors text kraftigt redigerad av Sylvester som skrev under texten med sitt namn. Vid den tiden var Vladimir Monomach härskare av staden Vydubytji där klostret fanns. Den nya upplagan glorifierade prinsen och satte honom som huvudperson i krönikans senare delar. Denna andra upplaga av Nestors text finns bevarad i Laurentian codex.
En tredje version tillkom två år senare och har i stället sonen och arvtagarna till den förre härskaren till huvudperson, Mstislav den store. Författaren till denna version kan ha varit grek, för han korrigerade och uppdaterade mycket information om bysantinska affärer. Denna sista version av krönikan finns bevarad i Hypatian codex.

## Två handskrifter
Originalversionen är förlorad, och de äldsta texterna som finns kvar är Laurentian codex och Hypatian codex. Att veta exakt vad som stod i den första versionen är därför svårt.
Laurentian codex kopierades av en munk från Nizjnij Novgorod, Laurentius, åt prins Dmitrij Konstantinovitj 1377. Originaltexten han använde var en förlorad codex sammanställd åt storhertigen Michail av Tver 1305. Redogörelsen når fram till år 1305, men åren 898-922, 1263-83 och 1288-94 har av någon orsak uteslutits. Den berömde greven Aleksej Musin-Pusjkin skaffade sig manuskriptet 1792, och så småningom hamnade det på Ryska nationalbiblioteket i Sankt Petersburg.
Hypatian codex hittades i Ipatiev-klostret i Kostroma av den ryske historikern Nikolaj Karamzin. Hypatiantexten har daterats till 1400-talet, men den innehåller mycket detaljerad information om Kiev på 1100-talet och Halytj på 1200-talet. Språket är fornöstslaviska.
Nestorskrönikan är en av de mest granskade krönikorna i historien. Otaliga verk har skrivits om den, och flera upplagor har utgivits. Första gången den publicerades var 1767.  Aleksej Sjachmatov gav ut den första textkritiska analysen av berättelsen 1908. Dmitrij Lichatjov och andra ryska forskare har därefter delvis avfärdat hans slutsatser. Dessa har i stället försökt rekonstruera den förnestorianska texten från mitten av 1000-talet.

## Svenska översättningar
Nestorskrönikan översattes 1919 första gången till svenska av Axel Norrback, född 1887 i Sideby i Finland, död 1956. Senare utgav han på samma förlag Rusernas rätt och de svenska landskapslagarna (Norstedt, 1943, 93 s.). Därtill översatte han från ryska bland annat delar av Lev Tolstojs dagbok.
1998 utgav förlaget Symposion Gabriella Oxenstiernas nyöversättning av krönikan.